# Gustaf Nilsson (tivoliägare)
Gustaf Vilhelm Nilsson, född 8 mars 1888 i Hedvig Eleonora församling i Stockholm, död 9 augusti 1940 i Oscars församling i Stockholm, var en svensk ingenjör och tivoliägare, känd som VD för Gröna Lund.
Gustaf Nilsson föddes i äktenskapet mellan vaktmästaren Viktor Andreas Nilsson och Gretje "Margareta" Frankea Sassen men hans biologiska far var Gröna Lunds grundare Jacob Schultheis, vilket var en hemlighet ända till 1970-talet enligt Gröna Lunds egen webbplats. Modern Margareta var med när Gröna Lund startade 1883 och arbetade efter 50 år fortfarande på tivolit. Gustaf Nilsson vistades mycket hos sin hemlige fader som han kallade "Onkel Jakob" på Gröna Lund på Djurgården i Stockholm.
Nilsson studerade vid Klara elementarläroverk, vid Tekniska skolan i Stockholm samt vid Technicum i Strelitz där han avlade examen som elektroteknisk diplomingenjör. Han verkade vid AB Gasaccumulator och sedan vid Elektriska prövningsanstalten. Efter faderns död 1914 drev styvmodern Edla Schultheis Gröna Lunds Tivoli 1914–1916 och hade under denna tid Gustaf Nilsson som kompanjon. 1916 tog han över verksamheten och bolagiserade den 1917. Samma år öppnades en förnyad nöjespark. Där var han sedan huvuddelägare och VD fram till sin död 1940. Under dessa år expanderade verksamheten kraftigt.
Han gifte sig 1921 med Nadeschda Nilsson, ogift Löthgren, (1884–1959), dotter till poliskonstapel Erik Albert Hellmark och Augusta Henriksson samt styvdotter till källarmästaren Karl Erik Löthgren. De fick en dotter: Ninni Lindgren (1921–2004), gift med John Lindgren. Gustaf Nilsson är morfar till bland andra John Lindgren Jr och Nadja Bergén. Makarna Nilsson är begravda på Norra begravningsplatsen utanför Stockholm.

## Filmatisering
Gustaf Nilsson spelas i filmen Eld & lågor av Robert Gustavsson.